# 井上一次
井上 一次（いのうえ かずつぐ、1873年（明治6年）7月28日 - 没年不詳）は、日本陸軍の軍人。最終階級は陸軍中将。

## 経歴
石川県出身。石川県士族・井上盛重の二男として生れる。第四高等中学校を経て、1894年（明治27年）7月、陸軍士官学校（5期）を卒業。同年9月、陸軍少尉に任官され、日清戦争では歩兵第20連隊付として出征。1901年（明治34年）11月、陸軍大学校（15期）を卒業。
歩兵第20連隊中隊長、参謀本部出仕、大本営参謀を経て、日露戦争に鴨緑江軍参謀として出征し奉天会戦に参加。陸大教官、シンガポール差遣、参謀本部付、フィリピン差遣、アメリカ大使館付、参謀本部付などを歴任し、1914年（大正3年）8月、陸軍大佐に進級し歩兵第26連隊長に就任。近衛歩兵第1連隊長、第4師団参謀長を経て、1918年（大正7年）7月、陸軍少将に進級し、青島守備歩兵隊司令官として第一次世界大戦に出征した。
1918年11月、アメリカ大使館付武官となり、第5師団司令部付を経て、シベリア出兵時に発生した尼港事件後のサガレン州派遣軍司令官として、北部樺太占領に従事した。1923年（大正12年）8月、陸軍中将に進級。参謀本部付を経て、1926年（大正15年）3月、第2師団長に親補された。1927年（昭和2年）7月、待命となり、同年9月、予備役編入。1940年（昭和15年）4月に退役した。のち、興南協会長に就任。
1947年（昭和22年）11月28日、公職追放仮指定を受けた。

## 栄典
位階
- 1894年（明治27年）10月26日 - 正八位[6]
- 1926年（大正15年）4月2日 - 正四位[7]

勲章等
- 1912年（大正元年）8月1日 - 韓国併合記念章[8]
- 1926年（大正15年）4月26日 - 勲一等瑞宝章[9]
- 1940年（昭和15年）8月15日 - 紀元二千六百年祝典記念章[10]

## 親族
- 妻 井上すず 今村信敬（陸軍中将）の娘[1]
- 兄 井上友一（東京府知事）[1]

## 著書
- 『会津鶴ヶ城の血戦』会津弔霊義会、1927年。
- 『日米戦争の勝敗』一元社、1932年。